# Cuenca (Batangas)
Cuenca é um município de  quarta classe de renda municipal (d) na província Batangas, nas Filipinas. De acordo com o censo de 1 de maio  de  2020 possui uma população de 36 235 pessoas e 8 923 domicílios.